# INNER KINGDOM (内なる王国)
『INNER KINGDOM (内なる王国)』（インナー・キングダム うちなるおうこく）は、日本のロックバンド、FoZZtoneのアルバム。2012年7月11日発売。

## 概要
2012年に行ったオーダメイドアルバム企画第2弾『From the INNER KINGDOM (内なる王国より)』を受けてリリースされた2枚組フルアルバム。
『NEW WORLD』と同様に本アルバムも2枚組であり、Disc-1はオーダメイドアルバム候補曲と新曲を収録、Disc-2は組曲が収録されている。
Disc mental「Pageant:Keller Water」では、第三部が約4秒間の無音トラックであるが、第三部は2012年10月27日に東京キネマ倶楽部で行われたライブ、『Pageant:Keller Water 完成披露会』にて演奏された。

## 収録曲

### Disc physical「Beautiful gene」(Disc-1)
1. LOVE
　『LOVE』収録曲、『From the INNER KINGDOM (内なる王国より)』候補曲。
　上記2作のバージョンより、イントロなどアレンジ面において少々変更が加えられている。
2. FIND OUT
　本アルバムにおいて初収録。
3. TOUGH!!!
　『LOVE』収録曲、『From the INNER KINGDOM (内なる王国より)』候補曲。
　上記2作のバージョンより、イントロ以前に変更が加えられている。
4. Beautiful gene
　本アルバムにおいて初収録。
5. Fish,Chips,Cigarettes
　『From the INNER KINGDOM (内なる王国より)』候補曲。
6. Club Rubber Soul
　『From the INNER KINGDOM (内なる王国より)』候補曲。
　上記のバージョンより、イントロ以前に変更が加えられている。
7. half myself
　本アルバムにおいて初収録。
8. GENERATeR
　『From the INNER KINGDOM (内なる王国より)』候補曲。
9. waterline
　本アルバムにおいて初収録。
10. MOTHER ROCK
　『From the INNER KINGDOM (内なる王国より』候補曲。
　上記のバージョンより、アウトロ部分が新たに追加されている。

### Disc mental「Pageant:Keller Water」(Disc-2)
四部構成であり、CD上のトラックもその構成通り4つに分かれている。
第一部
一幕. prologue
二幕. Discommunication Breakdown
三幕. Keller Water

『From the INNER KINGDOM (内なる王国より』候補曲。
第二部
一幕. Crocodile bird reaction
二幕. -Planaria fever-
三幕. El Condor Pasa
四幕. your song for new morning

第四部
一幕. african diabolo
二幕. Africa
三幕. epilogue

※第三部は約4秒間の無音トラック。